# ان،ان-دی‌متیل‌اسفینگوزین
ان,ان-دی‌متیل‌اسفینگوزین (به انگلیسی: N,N-Dimethylsphingosine) یک ترکیب شیمیایی با شناسه پاب‌کم ۶۴۳۸۱۶۶ است.